# Bec-aux-Cauchois
Bec-aux-Cauchois of Bec au Cauchois is een gehucht en voormalige gemeente in de Franse gemeente Valmont in het departement Seine-Maritime. Het ligt in het westen van de gemeente, anderhalve kilometer ten westen van het dorpscentrum van Valmont..
Het riviertje de Valmont stroomt door Bec-aux-Cauchois.

## Geschiedenis
Oude vermeldingen van de plaatsnaam gaan terug tot de 12de eeuw in ecclesie sancti Gervasii deu Bec en de 13de eeuw in Parr. Beati Gervasii de Becco as Caucheis.  De 18de-eeuwse Cassinikaart toont het dorpje Bec aux Cauchois. De kerk was gewijd aan Saint-Gervais en Saint-Protais (Gervasius en Protasius).
Op het eind van het ancien régime eind 18de eeuw, toen de gemeenten werden gecreëerd, werd Bec-aux-Cauchois een gemeente. De parochie werd opgeheven rond de Franse Revolutie en de kerk raakte daarna in verval.
In 1825 werd de gemeente Bec-aux-Cauchois al opgeheven en net als buurgemeente Rouxmesnil aangehecht bij de gemeente Valmont
Op het eind van de 19de eeuw kwam ten noorden van Bec-aux-Cauchois de spoorlijn Dieppe - Fécamp te liggen. De spoorlijn sloot weer in de 20ste eeuw en werd weer opengebroken.
Bec-aux-Cauchois · Rouxmesnil · Saint-Ouen-au-Bosc · Valmont